# Pietà
För andra betydelser, se Pietà (olika betydelser).

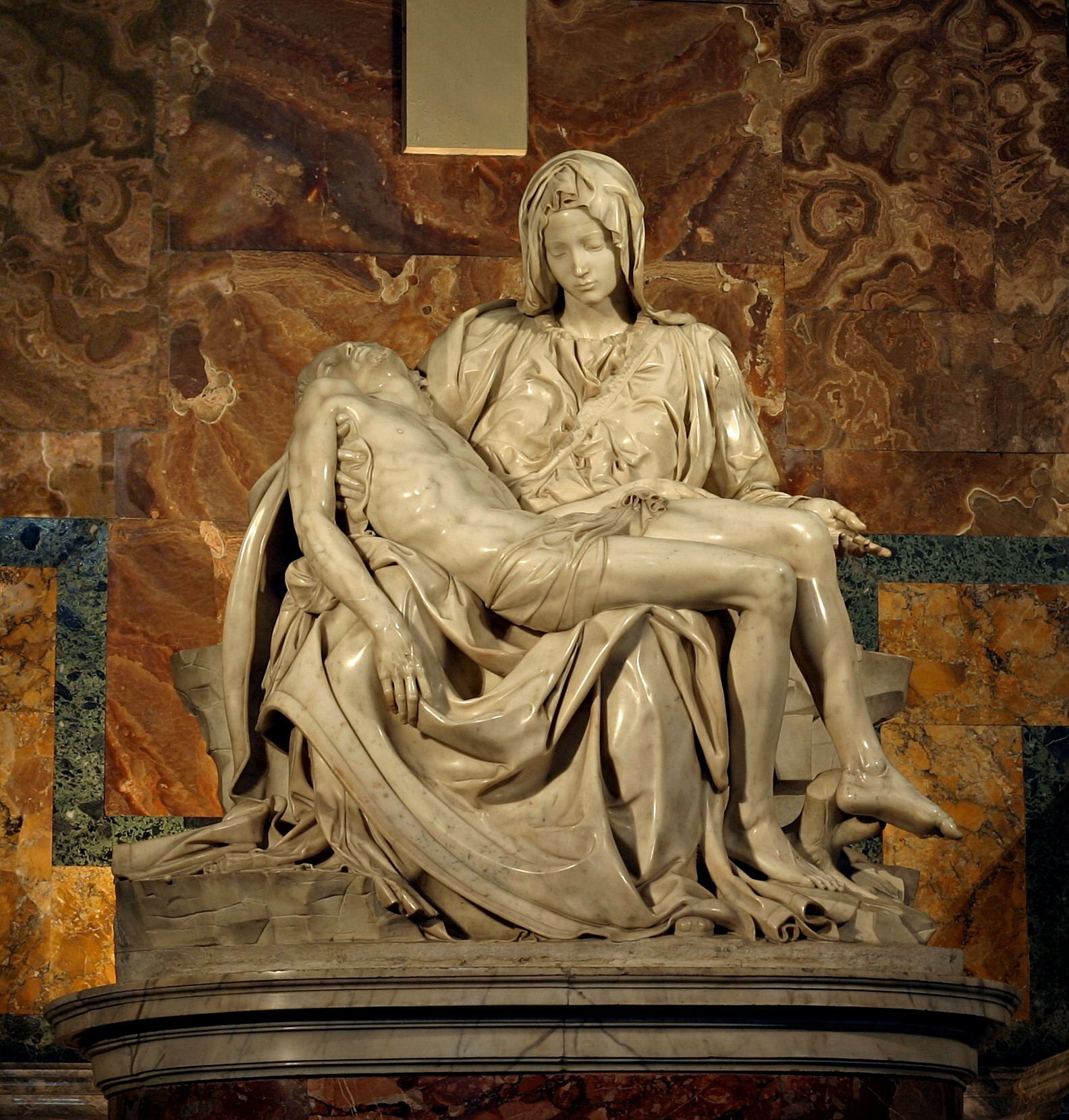
Pietà, skulptur av Michelangelo (1498–1499).

Pietà (italienska ’fromhet, ömhet, barmhärtighet’, av latin pietas) är ett tema för kristen konst som avbildar en sörjande Jungfru Maria vid sin döde sons kropp. En ensam sörjande Maria kallas mater dolorosa, den smärtofyllda modern. Pietà används också som namn på åtskilliga konstverk med motivet.
Motivet blev särskilt populärt under 1300-talet, särskilt i Tyskland, men även i andra länder.

## Förekomst i Sverige

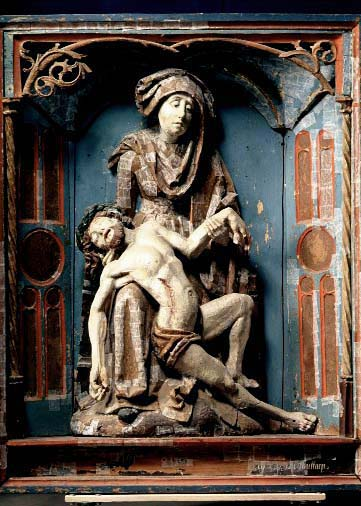
Altarskåp från Rådene kyrka, tidigt 1500-tal, nu på Västergötlands museum.

I samband med reformationen och dess avsaknad av helgondyrkan, blev skulpturer föreställande helgon ett ovanligare inslag i svenska kyrkor. I medeltida svenska kyrkor kan emellertid ofta pietà återfinnas. Deras placering är på norra sidan strax före koret, i det nordöstra hörnet om man så vill. Detta för att norra sidan av den medeltida svenska kyrkan motsvarade mödernet, vilket Jungfru Maria representerar.

## Michelangelos Pietà
År 1499 fullbordade Michelangelo en skulptur i marmor kallad Pietà. Den finns att beskåda i Peterskyrkan.
En annan skulptur föreställande Maria och Jesus, kallad Pietà Rondanini, finns i Milano. Denna fullbordades aldrig. Enligt uppgift var det den som Michelangelo arbetade med strax innan han dog.